# 별이 빛나는 우리
《별이 빛나는 우리》는 2026년 상반기 방영 예정인 MBC 금토 드라마다.

## 기획 의도
농촌 캠퍼스를 배경으로 청춘들의 성장과 로맨스, 미스터리를 그리는 드라마

## 제작진

### 제작사
- 아크미디어

### 극본
- 류솔아 : MBC 수목 드라마 《목표가 생겼다》(집필) 집필

### 연출
- 김성욱 : MBC 일일 드라마 《위대한 조강지처》(연출), MBC 수목 드라마 《굿바이 미스터 블랙》(공동 연출), MBC 주말 특별 기획 드라마 《아버님 제가 모실게요》(공동 연출), MBC 월화 드라마 《아이템》(연출) 연출

## 등장 인물

### 주요 인물
- 김요한 : 이철우 역 - 태권도학과 1학년

- 황동주 : 우리 역

## 시청률
최저 시청률과 최고 시청률은 시청률 조사회사와 지역별로 시청률에 차이가 있을 수 있습니다.
| 2026년 | 2026년 | 2026년         | 2026년       | 2026년 |
| 회차   | 방송일 | 닐슨 시청률    | 닐슨 시청률  |        |
| 회차   | 방송일 | 대한민국(전국) | 수도권(서울) |        |
| ------ | ------ | -------------- | ------------ | ------ |
| 제1회  |        | %              | %            |        |
| 제2회  |        | %              | %            |        |
| 제3회  |        | %              | %            |        |
| 제4회  |        | %              | %            |        |
| 제5회  |        | %              | %            |        |
| 제6회  |        | %              | %            |        |
| 제7회  |        | %              | %            |        |
| 제8회  |        | %              | %            |        |
| 제9회  |        | %              | %            |        |
| 제10회 |        | %              | %            |        |
| 제11회 |        | %              | %            |        |
| 제12회 |        | %              | %            |        |
| 제13회 |        | %              | %            |        |
| 제14회 |        | %              | %            |        |
| 제15회 |        | %              | %            |        |
| 제16회 |        | %              | %            |        |

## 같이 보기
- 대한민국의 텔레비전 드라마 목록 (ㅂ)
- 2026년 대한민국의 텔레비전 드라마 목록